# John A. Gronouski

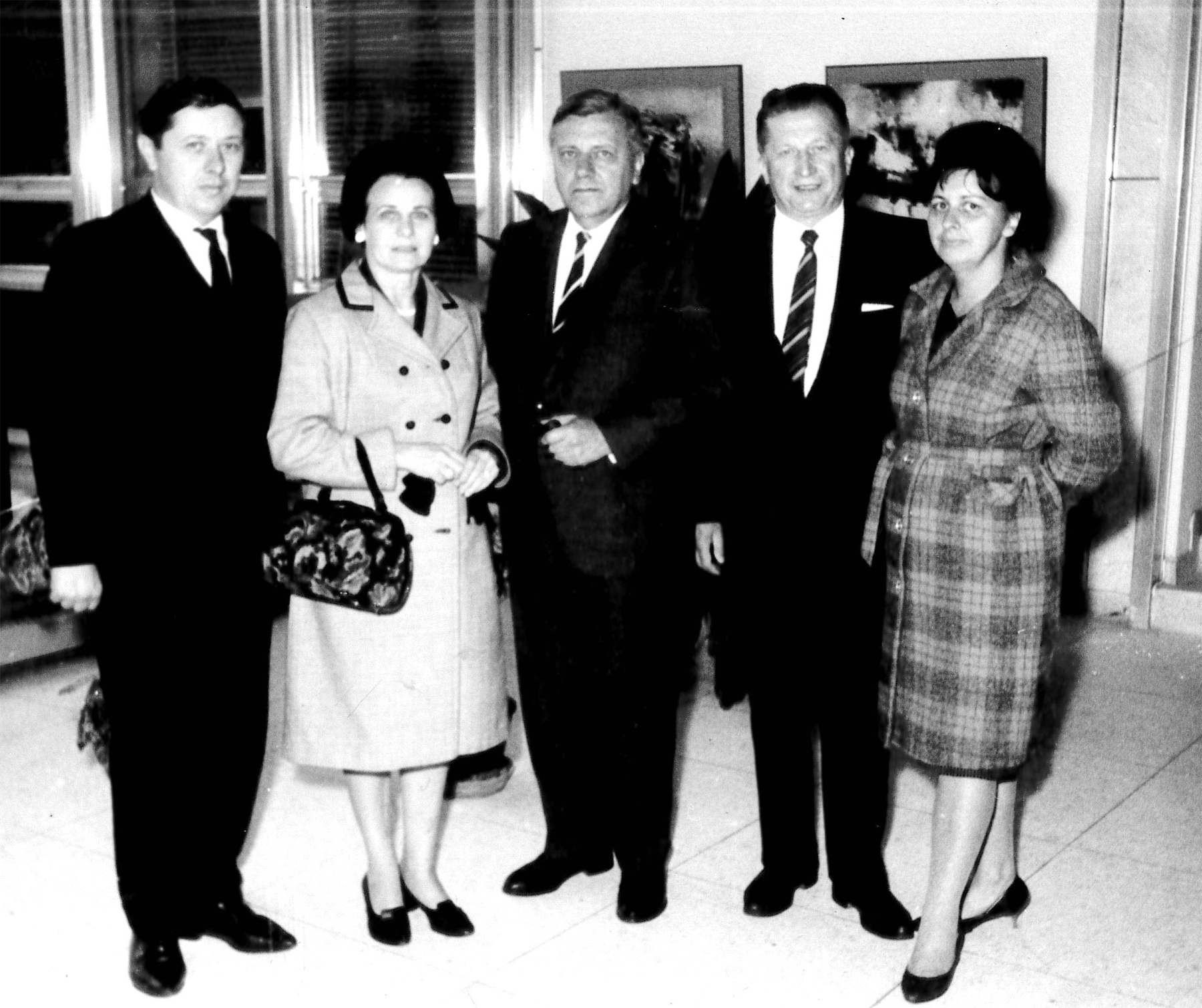
Spotkanie Ambasadora Johna Gronouskiego w Ambasadzie USA w Warszawie we wrześniu 1966 z przyjaciółmi Wiesławem i Longiną Czajkowską wraz z Przewodniczącym Polsko-Amerykańskiej Izby Handlowej w Detroit, Czesławem A. Kozdrojem i jego żoną Heleną.

John Austin Gronouski (ur. 26 października 1919 w Dunbarze, zm. 7 stycznia 1996 w Green Bay) – amerykański urzędnik państwowy wyższego szczebla i dyplomata (ambasador USA w Polsce) polskiego pochodzenia.

## Życiorys
Gronouski urodził się w Dunbarze w stanie Wisconsin, w rodzinie polskiego pochodzenia (trzecie pokolenie). Ukończył University of Wisconsin-Madison w 1942, podczas II wojny światowej służył jako nawigator w Siłach Powietrznych USA do października 1945. Otrzymał tytuł magistra w 1947, i doktora w 1955, obydwa na Uniwersytecie Wisconsin-Madison.
W 1952 roku ubiegał się o stanowisko senatora stanu Wisconsin, przeciwko Josephowi McCarthy’emu.
W 1959 objął funkcję w Wisconsin Department of Revenue i został powołany na Dyrektora Generalnego Komisji Podatkowej (Revenue Survey Commission). W następnym roku został szefem Urzędu Podatkowego Stanu Wisconsin i wspierał Johna F. Kennedy’ego w kampanii prezydenckiej. Po przeprowadzeniu udanej reformy podatkowej w stanie, został mianowany przez prezydenta USA w 1963 roku poczmistrzem generalnym Stanów Zjednoczonych. Był pierwszym członkiem Gabinetu polskiego pochodzenia – Poczta była wówczas w randze ministerstwa. Jako szef poczty zasłynął z wprowadzenia 5-cyfrowego kodu pocztowego (zip code), miał także zamiar zakończyć istniejącą jego zdaniem segregację rasową wśród pracowników poczty. Mianował Władysława Zachariasiewicza specjalnym asystentem do spraw międzynarodowych w Ministerstwie Poczty.
Funkcję dyrektora poczty zakończył w 1965 roku, gdy prezydent Lyndon B. Johnson mianował go ambasadorem w Polsce.